# 多指症

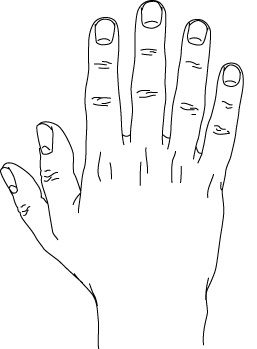
多指症

多指（趾）症（たししょう）とは、手足の奇形のひとつであり、指（足の場合は趾）が分離形成される段階で1本の指（趾）が2本以上に分かれて形成され、結果として手足の指の数が6本以上となる疾患である。反対に、指の数が少ないのを欠指（趾）症という。手足の先天性異常では比較的多くの割合を占め、様々な症候群に合併する。

## 概要

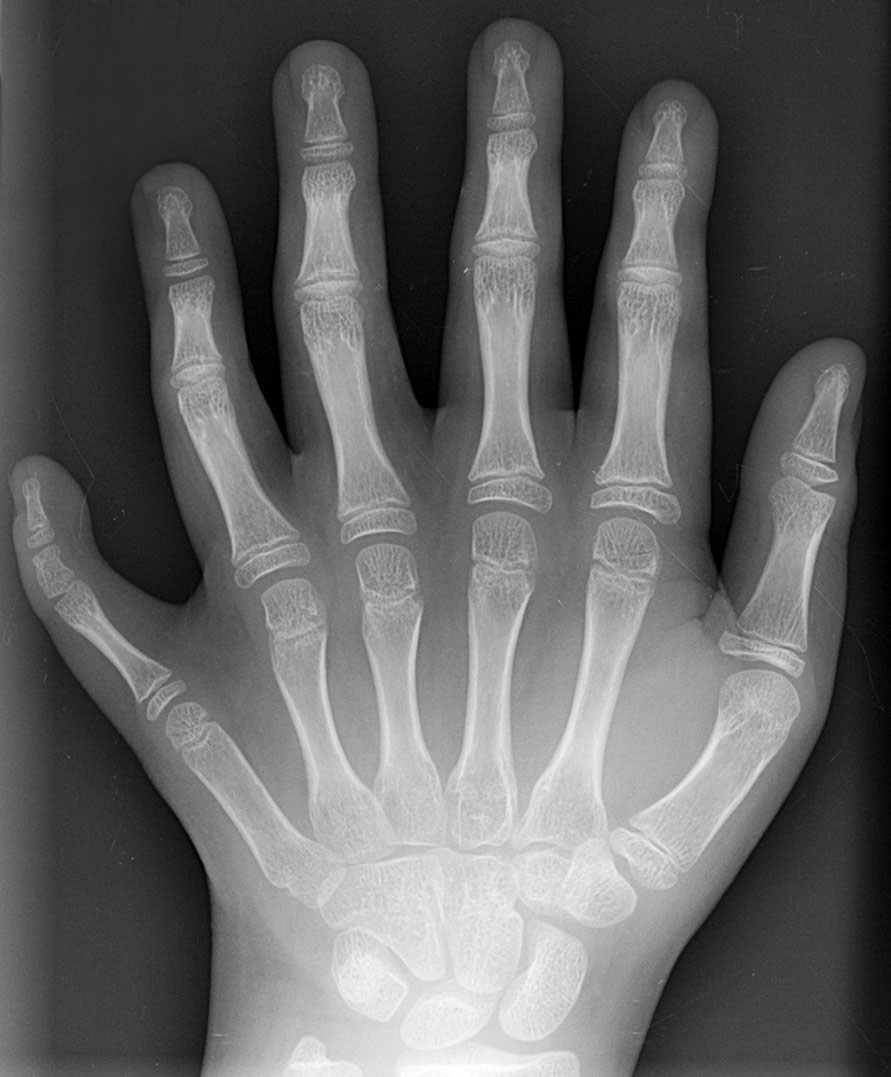
多指症のX線写真（左手） 骨格には不完全な部分が見られない。

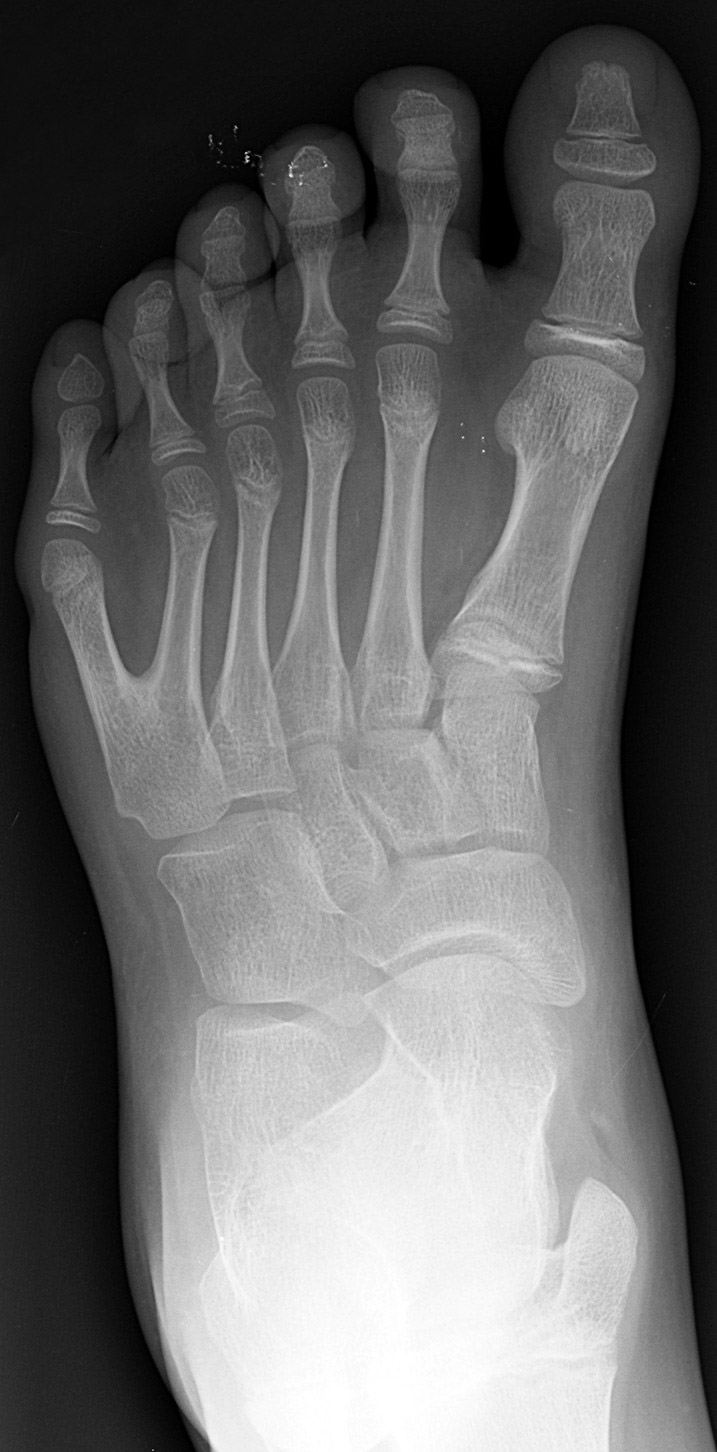
多趾症のX線写真（左足） 中足骨の形態から小趾が2本あるとわかる

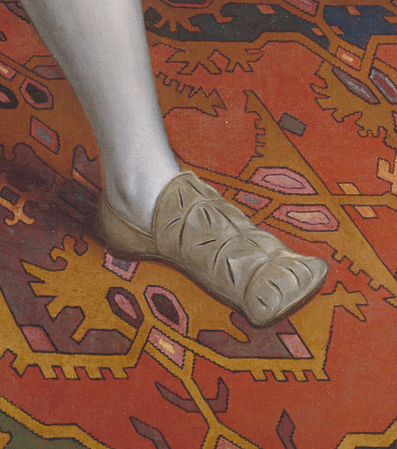
多指症であったフランス王シャルル8世から広まったとされるダックビル・シュー

過剰な指（趾）が痕跡的に突き出るもの、細い茎でぶらぶらする指（趾）がつながっているもの（浮遊型）、完全な指（趾）の形を示すものまで見られさまざまである。
人種的には黒人に多く見られるが、どの人種にも見られ、日本人では手指の場合は拇指（親指）に、足趾の場合は第V趾に多く見られる。
ブラジルには、14人の家族全員が先天的に指の数が多い多指症である例がある。
現代、特に先進国では幼いうちに一本を切断し5本指とすることが多い。その際は指（趾）の大きさ、骨や関節、筋腱における異常を検討して切断指（趾）を決める。手術治療を行う場合は指の機能が確立される1歳時までに行うのが主流である。国や時代によっては尊ばれる身体的特徴となる場合もあり、「隋書」の西域伝によると、疏勒では「人手足皆六指、産子非六指者不育（皆、手足の指が六指であり、産まれた子が六指に非ぬ場合は育てず）」という風習があったとの記述がある。
イヌやネコは前肢には5本・後肢には4本の指があるのが一般的であるが、多指症のケースも存在する。アーネスト・ヘミングウェイの飼い猫が多指症であったことが知られ、現在もその遺伝を受け継いだ多指症の猫の子孫が健在で、「ヘミングウェイの猫」と呼ばれている。イヌの後肢にある（本来ならば存在しない）第一趾（人間の親指に相当）は「狼爪」と称されている。
名古屋大学とウィスコンシン大学の共同研究によると、烏骨鶏の指は通常のニワトリよりも1本多い5本指であるが、この特徴が烏骨鶏が持つソニックヘッジホッグ遺伝子の調節領域における1つの遺伝子配列（塩基配列）の変異から生み出されていることが分かり、ヒトの多指症も全く同じメカニズムであることが判明している。

## 多指（趾）症の人物

### 実在の人物
- 豊臣秀吉: 右手の親指が2本あったとルイス・フロイス、前田利家[4]、姜沆[5]が記録している。
- 祝允明（明代の詩人・書家）：手の指が6本あった。号の「枝山」はそれにちなむ[6]。
- J・D・サリンジャー（アメリカの作家）[要出典]
- ヘンリク2世（ポーランド大公）：左足には指が6本あった。この事実は1832年、棺が開かれた時に確認されている。
- アン・ブーリン（ヘンリー8世妃）: 6本指だったと言われる。ただし実際は、右手の小指にこぶと2枚の爪があったという事から、多合指症であったと推測される。
- アントニオ・アルフォンセカ（メジャーリーグのピッチャー）: 両手両足が全て6本指で、「six fingers」というニックネームもあった。
- ジュゼッペ・タルティーニ（作曲家・ヴァイオリニスト）: 左手が6本指だったと言われる。
- 江青（毛沢東の4番目の夫人）： 右足が6本指だったと言われる。
- ハウンド・ドッグ・テイラー: ブルース系ミュージシャン。左手の小指の外側にもう一本指があったが、ギターを弾くのには邪魔であったという（真偽不明）。
- ハンプトン・ホーズ（ジャズピアニスト）: 両手の指が6本ずつあったが、生後間もなく手術で切断。
- ジェマ・アータートン（イギリスの女優）: 生まれつき両手の指が6本あったが、手術で切断した。
- 蔡一智（香港のグループ歌手）：右手の親指が2本に分かれている。
- シド・ウィルソン（スリップノット）：生まれた時は指が6本あったが、手術で現在は5本になっている。
- リティク・ローシャン（インドの俳優）：右手の親指が2本に分かれている。
- 細谷佳正（日本の声優）：生まれた時は右手の指が6本あったが、幼少期に手術で切断している。
- 吉住絵里加（日本のアイドル、声優）：生まれた時は右手の指が6本あったが幼少期に手術で切断している。
- 高吉正真（日本のサッカー選手）： 足に指が6本あった。

### 伝説上の人物
- ガトの背の高い人物（本名不詳）：聖書のサムエル記下21章19節と歴代誌上20章6節にでてくる人物で「その手の指と足の指は六本ずつで、合わせて二十四本あった。」とされる。ペリシテ人の町ガトの出身者で、ペリシテとイスラエルの間の戦の際にダビデの兄弟シメアの子ヨナタンに倒された。

#### 多指症ではないかと噂された人物
「マリリン・モンローは左足が6本趾だった」という説があるが、これは誤りである。一枚の水着写真に写った足が光の加減で6本趾のように見えるものの、その数日後に撮られた写真、ならびにそれ以前に撮られた幼少期の写真ではいずれも5本趾であることが確認されている。
作曲家兼ピアノ奏者のフランツ・リストは存命中、「手の指が6本あるのではないか」との噂があった。これは超絶技巧によって人々を魅了したために生まれた噂であり、6本指だったわけではない。

## フィクションにおける「多指症」
- 『時の六本指』（R・A・ラファティ著）： 多指症を扱った短編SF。
- ハンニバル・レクター（『羊たちの沈黙』など）
- 岩本虎眼（『シグルイ』）：多指症を利用した精密な刀捌きを見せるが、仕官を志望する際に政敵にこれを利用されて失敗する。
- 間久部緑郎（『ブラック・ジャック』第28話「指」） ： 幼少時に6本指であったという設定。ただし、多指症への差別的表現や、出自に関する説が書かれたため本作は単行本未収録とされ、後に改作された第227話「刻印」では、幼少時の多指症という設定には触れられていない（幼少時の一コマのみ指が6本で描かれているだけである）。
- アンジェローニ家のご先祖（篠田真由美著『アベラシオン』）： ハプスブルク家にも6本指の人物が存在したことから、彼がハプスブルク家の末裔である証拠とされた。両手の中指が2本ずつある。足は不明。
- 程蝶衣（『さらば、わが愛/覇王別姫』）： 左手が6本指であったため京劇俳優養成所への入所を断られそうになり、母親は幼い主人公の6本目の指を切断する。
- ドン・カバリア（トリックスター）：右手の指が6本ある。左手は5本指。足は不明。
- 右代宮金蔵（『うみねこのなく頃に』）：両足の趾が6本ある。死体の身元確認の際に多趾症であることが手がかりとなった。
- 『ガタカ』に登場するピアニスト：指が多い欠点を利点に変えているというエピソード。
- 『螺旋』（サンティアーゴ・パハーレス著）：原稿に6本指の指紋がついていたことを手がかりに覆面作家を探しに行くと、6本指の人が数多く暮らす村にたどりつく。
- ヴィダルケン（『マジック・ザ・ギャザリング』）：舞台の一つ、カラデシュにおいて6本指の手を持つ種族という設定。
- スタンフォード・パインズ（ディズニー・チャンネル　テレビアニメ　『怪奇ゾーン グラビティフォールズ』）：両手の指が6本であった事から、怪奇現象に興味を持ち、研究していた。怪奇現象について書き残した著書の表紙に、自らの手をなぞった形に紙を切り抜いて貼り付けている。
- 影山博人（桜木紫乃の小説『ブルース』）：主人公、両手両足がいずれも6本指。